# Coenosia xanthopleura
Coenosia xanthopleura este o specie de muște din genul Coenosia, familia Muscidae, descrisă de Shinonaga în anul 2003. Conform Catalogue of Life specia Coenosia xanthopleura nu are subspecii cunoscute.